# فثالوسيانين الأزرق BN
ال فثالوسيانين الأزرق BN، كما يدعى أيضا Monastral الأزرق، phthalo الأزرق ( وغيرها ) (CAS 147-14-8، EINECS 205-685- 1)، هو صبغة اصطناعية مشرقة، بلورية، زرقاء من مجموعة أصباغ فثالوسيانين.
ولقد طورت لأول مرة بوصفها صبغة في منتصف 1930. وكثيرا ماأستخدمت بخواصها الزرقاء الرائعة في رسم والأصباغ . ولقد تم تفديرها عاليا نظرا لخصائصها الممتازة مثل الثبات الضوئى وقوة التلوين، وطاقة تغطيتها وصفاتها المقاومة لتأثيرات القلويات و الأحماض . ان مظهرها عبارة عن مسحوق أزرق، غير قابل للذوبان في الماء ومعظم المذيبات.
ولكى نتقصى حول المركب فنرجع إلى الصيدلي في الصناعات الإمبراطورية البريطانية مصنع فثاليميد الذي انزعج جراء التلوث الأزرق للمنتج. وقد عزي ذلك إلى أن ذلك يحدث عندما يتفاعل المنتج مع كميات ضئيلة من الحديد كردة فعل فثاليميد من جسم المفاعل المعدني. إستخلص الكيميائي عينات من هذه الصبغة الزرقاء ومزجها بحامض الكبريتيك واستخدمه كمادة مذيبة، وتمكن من إنتاج صبغة عملية.
تم تحويل هذا إلى مركب متحدا مع النحاس حيث تركز الصبغة الزرقاء ويباع تحت الاسم التجاري Monastral. وقد شهدت صعوبة في تكوين تفرق مستقر مع أشكال ألفا الأولى، وخاصة في مخاليط مع الروتيل التيتانيوم، حيث يميل الصباغ الأزرق لترويب. كان الشكل بيتا أكثر استقرارا، مثل التحسن المستقر للشكل ألفا. اليوم، يوجد هناك أشكال أكثر ايزوميريا المتاحة.

## المرادفات والأسماء التجارية
الجوهر الفعال، الاسم الكيميائي (29H,31H-phthalocyaninato(2-)-N29,N30,N31,N32)النحاس (أو النحاس فثالوسيانين), ومن المعروف أيضا باسم الأزرق monastral ، phthalo الأزرق ، هيليو الأزرق ، thalo الأزرق ، الطبعات الأزرق ، فثالوسيانين الأزرق ، CI الصباغ الأزرق 15: 2 ، فثالوسيانين النحاس الأزرق ، تترابنزو بورفيرازين النحاس ، النحاس فثالوبلو, PB-15 ، PB-36 ، و C.I. 74160 . ويوجد العديد من الأسماء التجارية الأخرى والمترادفات . ويستخدم أيضا الاختصار "CUPC" .

## التطبيقات

### أحبار
ونظرا لثباته، يستخدم phthalo الأزرق أيضا في الحبر ، والطلاء، والعديد من البلاستيك . الصباغ غير قابل للذوبان غى الماء وليس لديه الميل إلى الهجرة أو التشتت . وهو من الصبغات القياسية المستخدمة في حبر الطباعة وصناعة التعبئة والتغليف.
وثمة عنصر مشترك لدى لوحة الفنان، phthalo الأزرق هو اللون الأزرق البارد مع وجود تحيز نحو الأخضر. لديه قوة مكثفة للتلوين ويقهر المزيج عند دمجها مع الألوان الأخرى بسهولة. وهو لون تلطيخ شفاف ويمكن تطبيقها باستخدام تقنيات الزجاج.
وكان الإنتاج الصناعي يتراوح بين 10,000 طن سنويا في 1980-90 في اليابان وحدها. الصباغ هو أعلى الأصباغ حجما من ناحية الإنتاج.
يستخدم فثالوسيانين الأزرق BN أيضا كمادة مصدر لإنتاج ال فثالوسيانين الأخضر G.

### الخلايا الكهروضوئية
فثالوسيانين النحاس، وغالبا ما يشار إليها باسم CUPC، هو أيضا المادة الرائدة المستخدمة في أبحاث الخلايا الشمسية العضوية . فهى مناسبة تماما كفيلم رقيق للخلايا الشمسية بسبب ارتفاع إستقرارها الكيميائي مع النمو المنتظم. CUPC عادة ما يلعب دورا في المانحة المانحة الإلكترون / الخلايا الشمسية متقبل القائمة. على الجهة المانحة الأكثر شيوعا / العمارة متقبل على أساس CUPC هو CUPC/C60 (بوكمينستر فوليرين) والتي أصبحت بسرعة نظام نموذجي لدراسة الجزيئات العضوية الصغيرة. كفاءة تحويل الفوتون إلى الإلكترون في هذا النظام تصل إلى ما يقرب من 5٪.

## الهيكل، التفاعلات والخواص

فثالوسيانين الأزرق BN

فثالوسيانين الأزرق (C32H16N8Cu) مركب من النحاس مع فثالوسيانين. الكتلة الجزيئية هي 576.08, نقطة الانصهار 600 °م (1,112 °ف) (مع التحلل)، والجوهر هو غير قابل للذوبان في الماء عمليا (< 0.1 g/100 ml at 20 °م (68 °ف)), ولكن قابل للذوبان في حمض الكبريتيك المركز. كثافة المادة الصلبة هي is ~1.6 g/cm3. ويرجع ذلك إلى π-π * < sup> في التحول الإلكتروني اللون، معh λmax ~ 610 nm.

### السمية والمخاطر
المركب هو غير قابل للتفكك، وهو غير سام للأسماك والنباتات. ولم ترتبط أية مخاطر محددة مع هذا المركب. عن طريق الفم LD50 يقدر في الثدييات أن يكون أكبر من 5 غرام لكل كيلوغرام، مع عدم وجود الآثار السيئة التي عثر عليها في هذا المستوى من ابتلاع، أو على مستويات الابتلاع المزمن التي تحدث عند 0.2 جم / كجم أو أكثر. لا يوجد أي دليل على تأثيرات مسرطنة معروفة بعد.. هناك بعض الأدلة على أن التعرض للفثالوسيانين يمكن أن يسبب تشوهات خلقية خطيرة في الأجنة النامية.

## الروابط الخارجية
- Discovery of a new pigment - "Monastral blue" نسخة محفوظة 25 يوليو 2009 على موقع واي باك مشين. colorantshistory.org
- Patrick Linstead talking about phthalocyanine Imperial College London, Chemistry department